# نساء تحت الشمس
نساء تحت الشمس (بالكورية: 태양의 여자)؛ هو مسلسل تلفزيوني كوري جنوبي لعام 2008. تم بثه على قناة كي بي إس 2 من 28 مايو إلى 31 يوليو 2008 أيام الأربعاء والخميس الساعة 21:55 لمدة 20 حلقة.

## القصة
شين دو يونغ تعمل كمذيعة التي يغار منها كافة الموظفات في العمل والسبب انها ذو مكانه عالية في عملها، تمتلك مهارة عالية في العمل وذات خلفية جيده. لكن شين دو يونغ تخفي سراً عميقاً عن الناس حيث أن بطلتنا كانت تعيش في ملجأ حيث تُركت هنالك وهي طفلة ولكن من حسن حظها انهُ قد تم تبنيها من قَبل زوجين حيث ان الزوجين لم يستطيعو انجاب الأطفال ولكن المفاجئة تحدث عندما ينجبون ابنتهم الأولى بيولوجياً وهنا تحدث المشكلة شين دو يونغ تخاف انها لن يحبها ولديها بالتبني وذلك بسبب البنت الصغرى الجديده فقامت شين دو يونغ باخذ اختها الصغيره إلى محطة القطار وترتكها هنالك. وتمر السنين وتلتقي بطلتنا بفتاه تدعى سا وول والتي سوف تعمل لديها. ماذا سوف تعمل شين دو يونغ عندما يتم الكشف عن هذا الاثم الرهيب؟ وما وهي ردة فعل شين دو يونغ عندما تعلم بأن سا وول هي اختها التي تركتها في محطة القطار؟.

## بطولة
- كم جي سو بدور شيم دو يونغ[5]
- لي ها-نا بدور يون سا ول / شين جي يونغ
- هان جاي سوك بدور كيم جون سي
- جيونج كيو وون بدور شا دونغ وو

## المشاهدات
| نسب مشاهدات التلفزيون | نسب مشاهدات التلفزيون | نسب مشاهدات التلفزيون | نسب مشاهدات التلفزيون |
| الحلقات               | التاريخ               | على الصعيد الوطني     | سيئول                 |
| --------------------- | --------------------- | --------------------- | --------------------- |
| 1                     | 2008-05-28            | 6.8%                  | 8.0%                  |
| 2                     | 2008-05-29            | 8.5%                  | 8.2%                  |
| 3                     | 2008-06-04            | 8.1%                  | 8.3%                  |
| 4                     | 2008-06-05            | 10.2%                 | 10.1%                 |
| 5                     | 2008-06-11            | 9.3%                  | 9.3%                  |
| 6                     | 2008-06-12            | 9.6%                  | 9.8%                  |
| 7                     | 2008-06-18            | 10.3%                 | 10.0%                 |
| 8                     | 2008-06-19            | 10.1%                 | 10.4%                 |
| 9                     | 2008-06-25            | 12.0%                 | 12.2%                 |
| 10                    | 2008-06-26            | 11.3%                 | 11.4%                 |
| 11                    | 2008-07-02            | 12.4%                 | 11.9%                 |
| 12                    | 2008-07-03            | 15.0%                 | 15.2%                 |
| 13                    | 2008-07-09            | 15.1%                 | 15.4%                 |
| 14                    | 2008-07-10            | 17.4%                 | 17.5%                 |
| 15                    | 2008-07-16            | 16.8%                 | 16.4%                 |
| 16                    | 2008-07-17            | 17.2%                 | 17.3%                 |
| 17                    | 2008-07-23            | 20.1%                 | 20.6%                 |
| 18                    | 2008-07-24            | 20.3%                 | 20.9%                 |
| 19                    | 2008-07-30            | 25.5%                 | 25.7%                 |
| 20                    | 2008-07-31            | 27.3%                 | 27.6%                 |
| المعدل                | المعدل                | 14.2%                 | 14.3%                 |

## الجوائر والترشحات
| عام  | جائزة                     | الفئة                             | مستلم         | نتيجة |
| ---- | ------------------------- | --------------------------------- | ------------- | ----- |
| 2008 | جوائز KBS الدرامية        | جائزة أفضل ممثلة                  | كيم جي سو     | فوز   |
| 2008 | جوائز KBS الدرامية        | جائزة التميز، ممثل في مسلسل قصير  | هان جاي سوك   | رشح   |
| 2008 | جوائز KBS الدرامية        | جائزة التميز، ممثلة في مسلسل قصير | لي ها نا      | فوز   |
| 2008 | جوائز KBS الدرامية        | جائزة التميز، ممثلة في مسلسل قصير | جونغ اي ري    | رشح   |
| 2008 | جوائز KBS الدرامية        | أفضل ممثل مساعد                   | كانغ جي سب    | رشح   |
| 2008 | جوائز KBS الدرامية        | أفضل ممثل جديد                    | جونغ جيو وون  | فوز   |
| 2008 | جوائز KBS الدرامية        | أفضل ممثلة جديدة                  | لي ها نا      | رشح   |
| 2008 | جوائز KBS الدرامية        | أفضل ممثلة شابة                   | شيم اون كيونغ | فوز   |
| 2008 | جوائز KBS الدرامية        | جائزة الشعبية، ممثلة              | كيم جي سو     | رشح   |
| 2008 | جوائز KBS الدرامية        | جائزة الشعبية، ممثلة              | لي ها نا      | رشح   |
| 2009 | جوائز بيكسانغ للفنون 45th | أفضل ممثلة (تلفزيون)              | كيم جي سو     | رشح   |
| 2009 | جوائز بيكسانغ للفنون 45th | أفضل ممثل جديد (تلفزيون)          | جونغ جيو وون  | رشح   |

## روابط خارجية
نساء تحت الشمس على موقع IMDb (الإنجليزية)
- نساء تحت الشمس على موقع ليتربوكسد (الإنجليزية)
- نساء تحت الشمس على موقع كينوبويسك (الروسية)
- نساء تحت الشمس على موقع قاعدة بيانات الفيلم (الإنجليزية)